# Чемпионат мира по водным видам спорта 1994
Чемпионат мира по водным видам спорта 1994 — VII чемпионат мира по водным видам спорта под эгидой FINA прошел с 1 по 11 сентября 1994 года в Риме (Италия).

## Таблица медалей
| Место | Страна         | Золото | Серебро | Бронза | Всего |
| ----- | -------------- | ------ | ------- | ------ | ----- |
| 1     | Китай          | 16     | 10      | 2      | 28    |
| 2     | США            | 7      | 10      | 8      | 25    |
| 3     | Россия         | 5      | 7       | 5      | 17    |
| 4     | Австралия      | 5      | 3       | 4      | 12    |
| 5     | Венгрия        | 3      | 3       | 4      | 10    |
| 6     | Великобритания | 2      | 2       | 0      | 4     |
| 7     | Канада         | 1      | 2       | 2      | 5     |
| 8     | Испания        | 1      | 2       | 0      | 3     |
| 8     | Швеция         | 1      | 2       | 0      | 3     |
| 10    | Германия       | 1      | 1       | 6      | 8     |
| 11    | Италия         | 1      | 0       | 2      | 3     |
| 12    | Зимбабве       | 1      | 0       | 0      | 1     |
| 12    | Польша         | 1      | 0       | 0      | 1     |
| 14    | Япония         | 0      | 2       | 1      | 3     |
| 15    | Новая Зеландия | 0      | 1       | 2      | 3     |
| 16    | Нидерланды     | 0      | 1       | 0      | 1     |
| 17    | Бельгия        | 0      | 0       | 2      | 2     |
| 17    | Бразилия       | 0      | 0       | 2      | 2     |
| 17    | Коста-Рика     | 0      | 0       | 2      | 2     |
| 20    | Литва          | 0      | 0       | 1      | 1     |
| 20    | Мексика        | 0      | 0       | 1      | 1     |
| Итого | Итого          | 45     | 46      | 44     | 135   |

## Плавание

### Мужчины
| Дистанция               | Золото                                                                              | Серебро                                                                                   | Бронза                                                                                   |
| ----------------------- | ----------------------------------------------------------------------------------- | ----------------------------------------------------------------------------------------- | ---------------------------------------------------------------------------------------- |
| 50 м в/с                | Александр Попов · Россия · 22,17                                                    | Гэри Холл · США · 22,40                                                                   | Раймундас Мажуолис Литва 22,52                                                           |
| 100 м в/с               | Александр Попов · Россия · 49,12                                                    | Гэри Холл · США · 49,41                                                                   | Густаво Боржес · Бразилия · 49,52                                                        |
| 200 м в/с               | Антти Касвио · Финляндия · 1.47,32                                                  | Андерс Хольмертц · Швеция · 1.48,24                                                       | Дэньон Лоадер · Новая Зеландия · 1.48,49                                                 |
| 400 м в/с               | Кирен Перкинс · Австралия · 3.43,80WR                                               | Антти Касвио · Финляндия · 3.48,55                                                        | Дэньон Лоадер · Новая Зеландия · 3.48,62                                                 |
| 1500 м в/с              | Кирен Перкинс · Австралия · 14.50,52                                                | Даниель Ковальски · Австралия · 14.53,42                                                  | Штеффен Цеснер · Германия · 15.09,20                                                     |
| 100 м спина             | Мартин-Лопес Суберо · Испания · 55,17CR                                             | Джефф Роуз · США · 55,51                                                                  | Тамаш Дойч · Венгрия · 55,69                                                             |
| 200 м спина             | Владимир Сельков · Россия · 1.57,42CR                                               | Мартин-Лопес Суберо · Испания · 1.58,75                                                   | Ройс Шарп · США · 1.58,86                                                                |
| 100 м брасс             | Норберт Рожа · Венгрия · 1.01,24CR                                                  | Карой Гюттлер · Венгрия · 1.01,44                                                         | Фредерик Дебурггрэйв · Бельгия · 1.01,79                                                 |
| 200 с брасс             | Норберт Рожа · Венгрия · 2.12,81                                                    | Эрик Вундерлич · США · 2.12,87                                                            | Карой Гюттлер · Венгрия · 2.14,12                                                        |
| 100 м баттерфляй        | Рафал Шукала · Польша · 53,51                                                       | Ларс Фрёландер · Швеция · 53,65                                                           | Денис Панкратов · Россия · 53,68                                                         |
| 200 м баттерфляй        | Денис Панкратов · Россия · 1.56,54                                                  | Дэньон Лоадер · Новая Зеландия · 1.57,99                                                  | Крис-Кароль Бремер · Германия · 1.58,11                                                  |
| 200 м комплекс          | Яни Сиевинен · Финляндия · 1.58,16WR                                                | Грег Бургесс · США · 2.00,86                                                              | Аттила Цене · Венгрия · 2.01,84                                                          |
| 400 м комплекс          | Том Долан · США · 4.12,30WR                                                         | Яни Сиевинен · Финляндия · 4.13,29                                                        | Эрик Намесник · США · 4.15,69                                                            |
| 4×100 м в/с             | США · Йон Олсен · Джош Дэвис · Угур Танер · Гэри Холл · 3.16,90CR                   | Россия · Роман Щёголев · Владимир Предкин · Владимир Пышненко · Александр Попов · 3.18,12 | Бразилия · Фернандо Шерер · Теофило Феррейра · Андре Тейшейра · Густаво Боржес · 3.19,35 |
| 4×200 м в/с             | Швеция · Кристер Валлин · Томми Вернер · Ларс Фрёландер · Андерс Холмертц · 7.17,74 | Россия · Юрий Мухин · Роман Щёголев · Владимир Пышненко · Денис Панкратов · 7.18,13       | Германия · Андреас Зигат · Кристиан Келлер · Оливер Лампе · Штеффен Зеснер · 7.19,10     |
| 4×100 м комбинированная | США · Джефф Роуз · Эрик Вундерлич · Марк Хендерсон · Гари Холл · 3.37,74CR          | Россия · Владимир Сельков · Василий Иванов · Денис Пакратов · Александр Попов · 3.38,28   | Венгрия · Тамаш Дойч · Норберт Рожа · Петер Хорват · Аттила Цене · 3.39,47               |

### Женщины
| Дистанция               | Золото                                                            | Серебро                                                                                   | Бронза                                                                                          |
| ----------------------- | ----------------------------------------------------------------- | ----------------------------------------------------------------------------------------- | ----------------------------------------------------------------------------------------------- |
| 50 м в/с                | Лэ Цзинъи · Китай · 24,51WR                                       | Наталья Мещерякова · Россия · 25,10                                                       | Эми Ван Дайкен · США · 25,18                                                                    |
| 100 м в/с               | Лэ Цзинъи · Китай · 54,01WR                                       | Люй Бинь · Китай · 54,15                                                                  | Франциска ван Альмсик · Германия · 54,77                                                        |
| 200 м в/с               | Франциска ван Альмсик · Германия · 1.56,78WR                      | Люй Бинь · Китай · 1.56,89                                                                | Клаудиа Полл · Коста-Рика · 1.57,61                                                             |
| 400 м в/с               | Ян Айхуа · Китай · 4.09,64                                        | Кристина Тойшер · США · 4.10,21                                                           | Клаудиа Полл · Коста-Рика · 4.10,61                                                             |
| 800 м в/с               | Джанет Эванс · США · 8.29,85                                      | Хэйли Льюис · Австралия · 8.29,94                                                         | Брук Беннетт · США · 8.31,30                                                                    |
| 100 м спина             | Хэ Цыхун · Китай · 1.00,57 CR                                     | Нина Живаневская · Россия · 1.00,83                                                       | Барбара Бедфорд · США · 1.01,32                                                                 |
| 200 м спина             | Хэ Цыхун · Китай · 2.07,40 CR                                     | Кристина Эгерсеги · Венгрия · 2.09,10                                                     | Лоренца Вигарани · Италия · 2.10,92                                                             |
| 100 м брасс             | Саманта Райли · Австралия · 1.07,69WR                             | Дай Гохун · Китай · 1.09,26                                                               | Юань Юань · Китай · 1.10,19                                                                     |
| 200 м брасс             | Саманта Райли · Австралия · 2.26,87 CR                            | Юань Юань · Китай · 2.27,38                                                               | Бриджитт Бекку · Бельгия · 2.28,85                                                              |
| 100 м баттерфляй        | Лю Лиминь · Китай · 58,98 CR                                      | Цюй Юнь · Китай · 59,69                                                                   | Сьюзан О’Нейл · Австралия · 1.00,11                                                             |
| 200 м баттерфляй        | Лю Лиминь · Китай · 2.07,25 CR                                    | Цюй Юнь · Китай · 2.07,42                                                                 | Сьюзан О’Нейл · Австралия · 2.09,54                                                             |
| 200 м комплекс          | Люй Бинь · Китай · 2.12,34                                        | Эллисон Вагнер · США · 2.14,40                                                            | Элли Овертон · Австралия · 2.15,26                                                              |
| 400 м комплекс          | Дай Гохун · Китай · 4.39,14                                       | Эллисон Вагнер · США · 4.39,98                                                            | Кристин Куанс · США · 4.42,21                                                                   |
| 4×100 м в/с             | Китай · Лэ Ин · Шань Ин · Люй Бинь · Лэ Цзинъи · 3.37,91 WR       | США · Анджел Мартино · Николь Хайслетт · Эми Ван Дайкен · Дженни Томпсон · 3.41,50        | Германия · Франциска ван Альмсик · Катрин Майснер · Керстин Кильгасс · Даниэла Хунгер · 3.42,94 |
| 4×200 м в/с             | Китай · Лэ Ин · Ян Айхуа · Люй Бинь · Чжоу Цюаньбинь · 7.57,96CR  | Германия · Франциска ван Альмсик · Джулия Юнг · Керстин Килльгасс · Дагмар Хазе · 8.01,37 | США · Кристина Тошер · Николь Хайслетт · Джанет Эванс · Дженни Томпсон · 8.03,16                |
| 4×100 м комбинированная | Китай · Хэ Цыхун · Дай Гохун · Лю Лиминь · Лэ Цзинъи · 4.01,67 WR | США · Ли Ловлесс · Кристин Куанс · Эми Ван Дайкен · Дженни Томпсон · 4.06,53              | Россия · Нина Живаневская · Ольга Прохорова · Светлана Поздеева · Наталья Мещерякова · 4.06,70  |

WR — рекорд мира; CR — рекорд чемпионатов мира

## Плавание на открытой воде

### Мужчины
| Дистанция | Золото                           | Серебро                           | Бронза                             |
| 25 км     | Грег Стреппел · Канада · 5:35.26 | Дэвид Бейтс · Австралия · 5:36.31 | Алексей Акатьев · Россия · 5:37.26 |

### Женщины
| Дистанция | Золото                                  | Серебро                        | Бронза                                  |
| 25 км     | Мелисса Каннигхэм · Австралия · 5:48.25 | Рита Ковач · Венгрия · 5:50.13 | Шелли Тэйлор-Смит · Австралия · 5:53.12 |

## Синхронное плавание
| Дисциплина | Золото | Серебро | Бронза |
| ---------- | --- | --- | --- |
| Соло       | Бекки Дайроен-Лансер · США · 191,040 | Фумико Окуно · Япония · 187,306 | Лайза Александер · Канада · 186,826 |
| Дуэт1      | Бекки Дайроен-Лансер · Джилл Саддат · США · 187,009                                                                                                | Лайза Александер · Эрин Вудли · Канада · 186,259                                                                                       | |
| Дуэт1      | Бекки Дайроен-Лансер · Джилл Саддат · США · 187,009                                                                                                | Фумико Окуно · Мия Татибана · Япония · 186,259                                                                                         | |
| Группа     | США · Сюзанна Бьянко · Бекки Дайроен-Лансер · Тэмми Клеланд · Джилл Саддат · Джилл Сейвери · Хизер Симмонс · Марго Тьен · Натали Шнейдер · 185,883 | Канада · Лайза Александер · Дженис Бремнер · Эрин Вудли · Кэрри Дагер · Карен Кларк · Кася Кулеша · Кэри Рид · Карен Фонтейн · 183,263 | Япония · Рэй Дзимбо · Акико Кавасэ · Фумико Окуно · Каори Такахаси · Михо Такэда · Мия Татибана · Райка Фудзии · Масаё Ядзима · 183,215 |

1.↑ Согласно другим источникам (стр. 13), несмотря на равенство баллов серебряные медали получил только японский дуэт, а канадские синхронистки стали бронзовыми призёрами.

## Прыжки в воду

### Мужчины
| Дисциплина   | Золото                           | Серебро                          | Бронза                               |
| Трамплин 1 м | Эван Стюарт · Зимбабве · 382,14  | Лань Вэй · Китай · 375,96        | Брайан Эрли · США · 361,59           |
| Трамплин 3 м | Юй Чжочэн · Китай · 655,44       | Дмитрий Саутин · Россия · 646,59 | Ван Тяньлин · Китай · 638,22         |
| Вышка 10 м   | Дмитрий Саутин · Россия · 634,71 | Сунь Шувэй · Китай · 630,03      | Владимир Тимошинин · Россия · 607,32 |

### Женщины
| Дисциплина   | Золото                      | Серебро                       | Бронза                               |
| Трамплин 1 м | Чэнь Лися · Китай · 279,30  | Тань Шупин · Китай · 276,00   | Анни Пеллетье · Канада · 273,84      |
| Трамплин 3 м | Тань Шупин · Китай · 548,49 | Вера Ильина · Россия · 498,60 | Клаудиа Боккнер · Германия · 480,15  |
| Вышка 10 м   | Фу Минся · Китай · 434,04   | Чи Бинь · Китай · 420,24      | Мария Хосе Алкала · Мексика · 396,48 |

## Водное поло

### Мужчины
| Золото | Серебро | Бронза |
| Италия · Джанни Авераймо · Франческо Аттолико · Алессандро Бово · Фердинандо Гандольфи · Марко Д’Альтруи · Роберто Калькатерра · Алессандро Кампанья · Амедео Помилио · Джузеппе Порцио · Франческо Порцио · Карло Силипо · Массимилиано Ферретти · Марио Фьорилло | Испания · Даниэль Бальярт · Педро Гарсия · Сальвадор Гомес · Густаво Маркос · Мигель Анхель Ока · Жорди Пайя · Серхи Педрероль · Хосеп Пико · Хесус Рольян · Жорди Санс · Манель Сильвестре · Габриэль Эрнандес · Мануэль Эстиарте | Россия · Дмитрий Апанасенко · Максим Апанасенко · Сергей Гарбузов · Дмитрий Горшков · Дмитрий Дугин · Сергей Евстигнеев · Александр Ерышов · Сергей Ивлев · Николай Козлов · Николай Максимов · Сергей Маркоч · Александр Огородников · Юрий Смоловой |

### Женщины
| Золото | Серебро | Бронза |
| Венгрия · Каталин Данча · Жужа Кертес · Ильдико Куна · Ирен Рафаэль · Каталин Редеи · Оршойя Салкаи · Кристина Сремко · Габриэлла Тот · Ноэми Тот · Жужанна Хуфф · Эдит Шипош · Мерцедеш Штибер · Андреа Эке | Нидерланды · Эллен Баст · Хеллен Буринг · Гиллиан ван ден Берг · Карла ван дер Бон · Хедда Вердам · Карин Кёйперс · Стелла Крикард · Ингрид Лейендеккер · Алиса Линдхаут · Янни Спейкер · Сандра Схерренбург · Рианна Схрам · Эдме Химстра | Италия · Николетта Аббате · Кармела Аллуччи · Моника Вайян · Милена Вирци · Мелания Грего · Антонелла Ди Джачинто · Ориана Ди Сиена · Кристина Консоли · Франческа Конти · Стефания Лариуччи · Джузи Малато · Мартина Мичели · Паола Саббатини |